# Calicnemia chaoi
Calicnemia chaoi là loài chuồn chuồn trong họ Platycnemididae. Loài này được Wilson mô tả khoa học đầu tiên năm 2004.